# Gary France (Perkussionist)
Gary France (* in Syracuse/New York) ist ein amerikanisch-australischer Perkussionist, der sowohl in der klassischen Musik als auch im Jazz tätig ist.

## Wirken
France erwarb 1979 den Bachelorgrad in den Fächern Musikerziehung und -performance an der Crane School of Music der SUNY at Potsdam und 1988 den Mastergrad für Orchesterperformance und Jazz an der University of North Texas. Dort war er in der 60-jährigen Geschichte des Programms der erste Schlagzeuger, dem die Leitung der Jazz Lab Bands übertragen wurde.
Ab 1987 unterrichtete France Perkussion am West Australian Conservatorium of Music, dessen Leitung er von 1992 bis 1994 innehatte. Als künstlerischer Leiter war er an Veranstaltungen wie dem Heartbeat multi-cultural Music Festival (1995), dem Australian National Marimba Festival (2001) dem Rhythms of Life Percussion Festival (2002), dem Australian National Percussion Symposium (2003), der Australian Music Educators National Conference (2005), dem Australian International World Rhythms Festival (2008), dem Australian Marimba Festival (2008), den PAS Australia Days of Percussion (2012 und 2013) und dem PAS Australia National Drum and Percussion Camp (2014) beteiligt. Seit 2005 leitet er die Musikschule der Australian National University, außerdem ist er Vorstandsmitglied von SPEAK Percussion und künstlerischer Leiter der Gary France Academy of Drumming and Percussion. Daneben gab er Meisterklassen und Workshops u. a. in den USA, Kanada, Taiwan, Indonesien, Singapur, Indien, Brasilien, Neuseeland, Mexiko und Kuba.
Als Interpret Neuer Musik trat France u. a. mit dem West Australian Symphony Orchestra, dem Auckland Philharmonic Orchestra, dem Nova Ensemble, dem West Australian Opera Orchestra und West Australian Ballet Orchestra, dem Australian Chamber Orchestra und dem Canberra Symphony Orchestra auf und spielte als Solist Uraufführungen von Kompositionen William Krafts (Concerto for Timpani and Orchestra), Toru Takemitsus (From Me Flows What You Call Time), Larry Sitskys, Michael Tippetts, Roger Smalleys, Ross Edwards’, Peter Sculthorpes, Robert Cucinottas, Edward Applebaums, Robert Casteels’ und anderer. Als Jazzschlagzeuger trat er mit Musikern wie Bennie Maupin, James Morrison, Richie Cole, Nat Adderley, Dale Barlow, Jim McNeely, Urbie Green, John Clayton, Emily Remler, Peter Leutch, Phil Wilson und Clifford Jordan auf. Zudem ist er Gründer und Leiter des Perth Jazz Orchestra und Schlagzeuger der Swinggruppe Dude Ranch.

## Weblink
- Website von Gary France (englisch)